# Kleptokrati
Kleptokrati av klepto- och -krati ("stöldstyre") är en stat som regeras av personer som utnyttjar regeringens möjligheter, naturresurser och folket för personlig vinning, ett statsskick där staten leds av "tjuvar". Det kan också användas mera allmänt för stater som är korrumperade. Jämför statsorganiserad brottslighet och tjuvar i lagen.

## Kleptokraternas topplista
2004 släppte Transparency International en lista med de statsledare som har  berikat sig mest under modern tid ordnade efter stulet belopp:
1. Mohamed Suharto, Indonesien, 15–35 miljarder dollar
2. Ferdinand Marcos, Filippinerna, 5–10 miljarder dollar
3. Mobutu Sese Seko, Zaire, 5 miljarder dollar
4. Sani Abacha, Nigeria, 2–5 miljarder dollar
5. Slobodan Milošević, Jugoslavien, 1 miljard dollar
6. Jean-Claude Duvalier, Haiti, 300–800 miljoner dollar
7. Alberto Fujimori, Peru, 600 miljoner dollar
8. Pavlo Lazarenko, Ukraina, 114–200 miljoner dollar
9. Arnoldo Alemán, Nicaragua, 100 miljoner dollar
10. Joseph Estrada, Filippinerna, 78–80 miljoner dollar.